# Efter endnu en dag
Efter endnu en dag er Gasolin's syvende album. Albummet blev udgivet på CBS Records (CBS 81650) den 3. november 1976. Albummet udkom som LP og blev genudgivet på CD i 1991 (Columbia Records) og igen i 2005 på Sony BMG.
Albummet blev udsendt efter Gas 5 og var i forhold til forgængeren langt mere eksperimenterende. Udover mere traditionelle rocksange som "Pilli Villi" og "Pas på svinget i Solrød" var medtaget sange af lidt mere eksperimenterende karakter som eksempelvis "Bella Donna" i dixie-stil, "De gule enker" i vise-stil og "Stenalderjazz", der nærmest lød som et stykke filmmusik med strygere, harpe m.v.

## Produktion
Albummet blev indspilet i august-september 1976 Sweet Silence Studio i København og enkelte numre på Trente Mølle på Sydfyn. 
Albummet blev produceret af englænderen Roy Thomas Baker, der forinden havde produceret en række album for Gasolin'. Teknikere under indspilningerne var Freddy Hansson og Flemming Rasmussen. Albummets cover blev designet af Peder Bundgaard.

## Sange
Al musik på albummet var skrevet af Gasolin' og alle tekster af Gasolin' og Mogens Mogensen med mindre andet er angivet nedenfor.
1. "Pilli Villi" 3:24 (musik: Gasolin'/Swing Jørgen Wandorff)
2. "Mamma CuCu" 2:30 (tekst: Gasolin'/ Dan Beck / Mick Moloney)
3. "Bella Donna" 2:42
4. "Kloden drejer stille rundt" 4:05
5. "De gule enker" 1:40
6. "Sirenesangen" 4:30
7. "Twilight Birds" 3:18 (tekst: Gasolin'/ M. Moloney)
8. "Tantes foto" 2:40
9. "De fem årstider" 3:20
10. "Pas på svinget i Solrød" 2:40 (musik: Gasolin' / S. Steensted)
11. "Stenalderjazz" 3.02 (musik: Gasolin', arr.: Palle Mikkelborg)
12. "This Is My Life" 3:40 ((tekst: Gasolin'/ Dan Beck / M. Moloney)

## Medvirkende
- Kim Larsen (sang)
- Wili Jønsson (bas)
- Franz Beckerlee (guitar)
- Søren Berlev (trommer)

- Anne Linnet, (kor på "Mama Cucu" og "Twillight Birds")
- Lis Sørensen,  (kor på "Mama Cucu" og "Twillight Birds")
- Fessors Big City Band, på "Bella Donna"
- Palle Mikkelborg (præsenteret som "den femte gas" på coveret) arrangement af blæsere og strygere på "Twillight Birds", "Kloden drejer stille rundt", "De fem årstider", "Stenalderjazz" og "This Is My Life"
- Swing Jørgen, trompet på "De gule enker"
- Birgitte Lindhardt, sang på "This Is My Life"

## Modtagelse
Albummet blev en kommerciel succes. I uge 3 i 1977 opnåede albummet førstepladsen på den danske albumhtliste. 
Formiddagsbladet B.T. medtog albummet på "BT's Hitliste" over Årets album på en 4. plads
Albummet blev det første Gasolin' album, der kom på top 20 listen i Norge, da albummet blev nr. 19 i uge 5 i 1977. I Sverige nåede albummet en plads som nr. 32 på albumhitlisten.

## Eksterne links
- Omtale på discogs.com Arkiveret 5. december 2014 hos  Wayback Machine